# イギリス領キプロス

イギリス領キプロス
British Cyprus (英語)
Βρετανική Κύπρος (ギリシャ語)
İngiliz Kıbrıs (トルコ語)

国歌: God Save the King（英語）
国王陛下万歳（1901年 - 1952年）
God Save the Queen（英語）
女王陛下万歳（1878年 - 1901年、1952年 - 1960年）

キプロスの位置（1930年）

イギリス領キプロス（イギリスりょうキプロス、英語: British Cyprus、ギリシア語: Βρετανική Κύπρος、トルコ語: İngiliz Kıbrıs）は、イギリスの植民地である。1878年6月4日にイギリスとオスマン帝国の間で締結されたキプロス協定により、イギリスが統治権を獲得する形（保護領）で成立した。1914年の第一次世界大戦勃発によりイギリスに併合され、1925年に直轄植民地になった。
1930年代よりエノシス運動がギリシャ王国の支持を受けて、ギリシャ系住民の間で広まったが、トルコ系住民とトルコ政府が反発し、1950年代に抗争が深刻化すると、イギリスはギリシャ、トルコとの会議を経て、1959年2月19日にチューリッヒ・ロンドン協定を締結した。これにより、キプロスは1960年8月16日にキプロス共和国として独立した。